# 高山郁夫
高山 郁夫（たかやま いくお、1962年9月8日 - ）は、秋田県大館市出身の元プロ野球選手（投手、右投右打）、コーチ。

## 来歴・人物

### アマチュア時代
秋田商業高校では甲子園に3回出場。2年生の時、背番号11ながらエースとして1979年夏の甲子園に出場。2回戦（初戦）で永田利則のいた広島商に敗退。
1980年は春の選抜に出場。140km/h近い速球を投げ、1回戦では玄岡正充を擁する鹿児島商工を4安打1失点に抑え完投勝利した。チームにとって19年ぶりとなった準々決勝では帝京高の伊東昭光と投げ合い、5安打2失点で完投したものの0-2で敗れた。試合途中で右足に激痛が走り大会終了後に診察を受けたところ、親指付け根付近の骨が砕けていることが判明した。
手術が必要なものの従来通りの投球ができなくなる可能性もあって悩み、1年生の頃から面識のあった根本陸夫に相談したところ、プリンスホテルに入社して手術とリハビリを行なうことを勧められた。何年でも待つという根本の言葉に感銘を受け、同年のドラフト会議前には根本が監督を務める西武ライオンズ以外から指名を受けた場合はプリンスホテルに進むことを明言している。
春季県大会は先述のケガのため出場しなかったが、夏の甲子園県大会には復帰。決勝で能代高に延長11回サヨナラ勝ち、夏の甲子園に2年連続で出場を決める。本大会は3回戦で橘高淳擁する瀬田工に敗退するが、最高149km/hの速球を投げ、大会屈指の好投手と評された
ドラフト会議では日本ハムファイターズから1位指名を受けたが、事前の発表通り入団を拒否し、11月30日に三沢今朝治スカウトらに正式に断りをいれてプリンスホテルに入社した。
入社後は右足の手術を受けて3年間をリハビリに費やした。1984年に西武の練習生となり、1A・カリフォルニアリーグのサンノゼ・ビーズに野球留学して24試合に登板している。同年オフのドラフトで西武から3位指名を受け、正式に選手登録された。

### プロ野球選手時代
手術後は球速が140km/hに届かず技巧派を目指した。
1985年は初先発となった8月29日の対南海ホークス戦で完封勝利を挙げている。
1986年は1試合の登板に終わった。
1988年には5月8日の対ロッテオリオンズ戦で3年ぶりの完投勝利を記録した。
1989年は先発ローテーションの谷間を埋め、自身最高の5勝を挙げる。大一番となった10月12日の対近鉄バファローズ戦ではダブルヘッダーの第2試合に先発したが、ラルフ・ブライアントに第1試合から続き日本タイ記録となる4打数連続本塁打を達成されるなど4失点でノックアウトされ、チームも連敗を喫してリーグ5連覇を逃した。
1991年1月9日に高木宣宏との交換トレードが発表され、広島東洋カープに移籍。投球フォームもスリークォーターからサイドスロー・アンダースローに年々転向し試行錯誤した。
1992年オフには160万円減の年俸1,440万円（推定）で契約を更改している。
1995年に根本が球団専務となった福岡ダイエーホークスへ移籍する。
1996年に現役を引退した。

### 現役引退後
引退後は三鷹市の不動産会社に勤務し、その傍らで少年野球の指導を行なっていた。またマスターズリーグでは福岡ドンタクズに所属している。
2005年に、プリンスホテルの先輩であり、西武、ダイエー時代の同僚だった石毛宏典に誘われて四国アイランドリーグ・愛媛マンダリンパイレーツの投手コーチに就任した。制球力に難のあった西山道隆のフォームを矯正し、西山は同年のドラフトで福岡ソフトバンクホークスに指名を受けて入団した。
2006年よりソフトバンクの二軍投手コーチに就任することが決まり、10月27日にマンダリンパイレーツの退団を発表している。
2007年シーズンからは一軍投手コーチ（ブルペン担当）に配置転換となった。
2008年はリーグワーストの救援防御率だった。
2009年からは解任された杉本正の後任として一軍投手コーチ（ベンチ担当）に就任。同年は馬原孝浩につなぐセットアッパーの整備を課題として掲げ、シーズンに入るとSBMという継投のパターンが確立された。前年はチーム防御率がリーグ5位、救援防御率は最下位であったが、この年はそれぞれ2位、1位と、大幅に改善させた。
2010年には勢いのある投手を起用する方針を打ち出し、森福允彦の登板機会増加につながった。
現役時代から西武、ダイエーで同僚で、2009年からソフトバンクの監督を務めた秋山幸二と親交が深く、監督と投手コーチという関係で円滑な連携を見せた。
2011年はチーム防御率を12球団トップの2.32（チーム防御率2点台前半は1971年の大洋以来40年ぶり）としてチームの連覇、日本一に貢献した。
2013年は先発のチーム防御率が4.14とリーグワーストの2位に低迷し、同年10月11日に退団することが発表された。
2013年10月30日に、2014年より、ソフトバンクコーチ時代同僚だった森脇浩司が監督を務める、オリックス・バファローズの一軍投手コーチに就任することが発表された。
2015年は、6月2日に森脇の休養が発表された。その際、高山も進退伺を出したが、球団から慰留され、シーズン終了まで続投したが、10月3日に翌年度の契約更新を行わない旨を通告された。2014年から2年間コーチと選手の関係だったブランドン・ディクソンは「日米を通して、僕が指導を受けたなかで、彼は最も素晴らしいコーチのひとりです。まず、すごく頭のキレがいいんです」と述べている。
退団後の10月17日、2016年から中日ドラゴンズの二軍チーフ投手コーチに就任することが発表された。
2017年は二軍投手コーチに肩書きを変えて指導にあたったが、10月14日に同年限りで退団することが発表された。
退団から約2週間後の10月29日、2018年よりオリックスに一軍投手コーチとして復帰することが発表された。山岡泰輔、山本由伸らの若手投手を育てた。山本は「選手に寄り添い、第一に考えてくださりました」と感謝した。
2020年からは一軍ヘッド兼投手総合コーチに就任した。
2021年からは、再び投手コーチ専任となり、また、コーチに一軍・二軍の区別がなくなったため、肩書きは投手コーチとなった。
2022年は山﨑颯一郎やジェイコブ・ワゲスパックをリリーフに転向させるなど、起用法を柔軟に変更。本領を発揮させ、強力投手陣を築き、同年のリーグ連覇と日本一に貢献した。2023年10月27日に同年付で退団することが発表された。ソフトバンク、中日時代を含めて計18年、単身でのコーチ生活にひと区切りをつけ、現在は都内の自宅に戻り、学生野球の資格回復の取得を目指している。
2024年7月から社会人野球のJR東日本硬式野球部の外部コーチに就任し、投手陣の指導に当たる。

## 詳細情報

### 年度別投手成績
| 年 度      | 球 団      | 登 板 | 先 発 | 完 投 | 完 封 | 無 四 球 | 勝 利 | 敗 戦 | セ 丨 ブ | ホ 丨 ル ド | 勝 率 | 打 者 | 投 球 回 | 被 安 打 | 被 本 塁 打 | 与 四 球 | 敬 遠 | 与 死 球 | 奪 三 振 | 暴 投 | ボ 丨 ク | 失 点 | 自 責 点 | 防 御 率 | W H I P |
| ---------- | ---------- | ----- | ----- | ----- | ----- | -------- | ----- | ----- | -------- | ----------- | ----- | ----- | -------- | -------- | ----------- | -------- | ----- | -------- | -------- | ----- | -------- | ----- | -------- | -------- | ------- |
| 1985       | 西武       | 10    | 2     | 1     | 1     | 0        | 1     | 1     | 0        | --          | .500  | 106   | 22.0     | 19       | 5           | 23       | 0     | 1        | 14       | 0     | 0        | 19    | 19       | 7.77     | 1.91    |
| 1986       | 西武       | 1     | 0     | 0     | 0     | 0        | 0     | 0     | 0        | --          | ----  | 14    | 2.0      | 8        | 1           | 0        | 0     | 0        | 1        | 0     | 0        | 6     | 5        | 22.50    | 4.00    |
| 1988       | 西武       | 11    | 5     | 1     | 0     | 0        | 3     | 2     | 0        | --          | .600  | 159   | 36.2     | 42       | 4           | 10       | 0     | 0        | 13       | 2     | 0        | 24    | 19       | 4.66     | 1.42    |
| 1989       | 西武       | 21    | 15    | 4     | 0     | 1        | 5     | 4     | 0        | --          | .556  | 432   | 101.2    | 111      | 15          | 23       | 1     | 1        | 47       | 0     | 0        | 52    | 47       | 4.16     | 1.32    |
| 1990       | 西武       | 1     | 0     | 0     | 0     | 0        | 0     | 0     | 0        | --          | ----  | 5     | 0.1      | 3        | 0           | 1        | 1     | 0        | 0        | 0     | 0        | 3     | 3        | 81.00    | 12.00   |
| 1991       | 広島       | 9     | 0     | 0     | 0     | 0        | 0     | 0     | 0        | --          | ----  | 51    | 11.0     | 18       | 2           | 2        | 0     | 0        | 9        | 0     | 0        | 6     | 6        | 4.91     | 1.82    |
| 1992       | 広島       | 3     | 0     | 0     | 0     | 0        | 0     | 0     | 0        | --          | ----  | 9     | 1.2      | 2        | 0           | 2        | 0     | 0        | 1        | 0     | 0        | 2     | 2        | 10.80    | 2.40    |
| 1993       | 広島       | 3     | 1     | 0     | 0     | 0        | 0     | 1     | 0        | --          | .000  | 28    | 6.1      | 7        | 2           | 2        | 0     | 2        | 3        | 0     | 0        | 4     | 4        | 5.68     | 1.42    |
| 1994       | 広島       | 9     | 7     | 0     | 0     | 0        | 3     | 3     | 0        | --          | .500  | 154   | 35.2     | 42       | 5           | 7        | 1     | 1        | 18       | 0     | 0        | 23    | 23       | 5.80     | 1.37    |
| 1995       | ダイエー   | 16    | 1     | 0     | 0     | 0        | 0     | 0     | 0        | --          | ----  | 99    | 25.1     | 17       | 2           | 7        | 2     | 0        | 11       | 1     | 0        | 8     | 7        | 2.49     | 0.95    |
| 1996       | ダイエー   | 8     | 0     | 0     | 0     | 0        | 0     | 1     | 0        | --          | .000  | 32    | 6.2      | 11       | 4           | 1        | 0     | 1        | 3        | 0     | 0        | 9     | 8        | 10.80    | 1.80    |
| 通算：11年 | 通算：11年 | 92    | 31    | 6     | 1     | 1        | 12    | 12    | 0        | --          | .500  | 1089  | 249.1    | 280      | 40          | 78       | 5     | 6        | 120      | 3     | 0        | 156   | 143      | 5.16     | 1.44    |

- 「-」は記録なし

### 記録
初記録
- 初登板：1985年5月6日、対阪急ブレーブス6回戦（西武ライオンズ球場）、9回表に3番手として救援登板・完了、1回2失点
- 初奪三振：1985年5月22日、対ロッテオリオンズ8回戦（平和台球場）、9回裏に有藤道世から
- 初先発・初勝利・初完投勝利・初完封勝利：1985年8月29日、対南海ホークス20回戦（西武ライオンズ球場）

### 背番号
- 55（1984年 - 1988年）
- 28（1989年 - 1990年）
- 12（1991年 - 1994年）
- 43（1995年 - 1996年）
- 76（2006年）
- 82（2007年 - 2013年）
- 80（2014年 - 2015年）
- 87（2016年 - 2017年）
- 73（2018年 - ）